# Castello di Rovereto
Il castello di Rovereto è situato nella città di Rovereto in Trentino; si tratta di uno dei migliori esempi di fortificazione alpina tardo-medievalei; il maniero, sviluppatosi dal XIII ad oltre il XV secolo, è museo dal 1921

## Storia
Il castello, che sorge su un dosso roccioso sulla riva destra del Torrente Leno e sovrasta l'odierna piazza Podestà, dove ha sede il palazzo del municipio, si suppone che trovi le sue origini tra il XIII e il XIV secolo, da possidenti di Lizzana, poi Castelbarco, i quali scelsero di realizzare il presidio del potere feudale della loro famiglia in Vallagarina. Va detto però che, fino all'inizio del '400, fu denominato Castel junk, in tedesco: forse pertanto la sua costruzione fu iniziata da Mainardo di Tirolo intorno alla metà del '200.  Il castello che sembrerebbe così avere forma tardo gotica rinascimentale, ricevette l'attuale forma pentagonale all'epoca della dominazione della repubblica veneziana, negli anni 1416-1509, inglobando così nella rocca dei signori di Castelbarco del XIV secolo, la preesistente costruzione della famiglia Lizzana.

### Alto medioevo
Il castello, collocato su un dosso roccioso tra la valle di Terragnolo e la Vallagarina, era posto felicemente a presidio della valle dell'Adige in una posizione che permetteva il controllo del passaggio del Leno e delle vie che arrivavano a Rovereto, dalla Vallagarina alla Vallarsa. In epoca medievale le mura del castello erano costruite con dei sassi ed erano più sottili e prive di feritoie tanto da far pensare ad un primo uso civile più che militare in quanto non offriva feritoie tali da farvi riferimento o di torri angolari a base quadrata, bensì come al castello di Sabbionara ad Avio, una struttura labirintica interna volta a tutelarne l'accesso.

### Dominazione veneziana
La Repubblica di Venezia si espanse anche in Trentino per controllare i commerci lungo l'Adige. Nel 1411 la repubblica di Venezia occupò Ala, Avio e Brentonico, e nel 1416 Rovereto. Nel 1487 si espanse in Valsugana e nelle Giudicarie. I veneziani istituirono i podestà che avevano il compito di governare i territori trentini annessi. Rovereto diventò il più importante centro militare, politico, amministrativo e commerciale della Repubblica veneziana tra il porto adriatico e i mercati centro-europei.
Il castello di Rovereto fu occupato dalla Serenissima nel 1416, che ne mutò completamente l'assetto medievale; ai veneziani (e in particolare agli architetti Giacomo Coltrino e Bartolomeo d'Alviano) dobbiamo infatti l'odierna forma poligonale e i suoi prevalenti tratti militari, i camminamenti per il servizio dei cannoni, la cinta muraria e i suoi camminamenti di ronda oltre ai bastioni muniti di decine di cannoniere, il fossato, il pozzo d'assedio (profondo 57 metri) e i maestosi torrioni Marino, Malipiero e Coltrino che prendono il nome dai più importanti committenti e costruttori.
I veneziani aumentarono lo spessore delle mura che vennero da quel momento costruite con sassi e malte. Questo tipo di scelta architettonica fu legata ad un motivo militare ed in particolare all'utilizzo dei cannoni come arma principale. Costruirono tre torrioni, a forma poligonale, diversa dalla forma quadrata della prima torre medievale. Questi torrioni, per rafforzarli, venivano di prassi riempiti di terra. Nel 1487 il sito fu espugnato dalle truppe arciducali d'Austria, guidate da Sigismondo d'Austria (conte del Tirolo) e dotato di un esercito composto da circa 8 000 uomini, di cui facevano parte anche mercenari svizzeri, un contingente tirolese e bavarese: fu così che il castello subì dal 23 aprile un durissimo assedio durato ben 37 giorni in cui venne inoltre incendiato. Il castello si arrese dopo che le artiglierie l'ebbero gravemente danneggiato. Fu ripreso rapidamente dai veneziani dopo che Venezia ebbe raccolto un esercito di 4 200 fanti, tra cui numerosi provenienti da Thiene, e circa 3 000 cavalieri guidati da Roberto di Sanseverino che liberò la città. In seguito i veneziani ricostruirono il castello mediante nuovi e moderni criteri di fortificazione, estendendoli alla riva nord del torrente Leno. Il castello rimase in loro potere fino alla fine del loro dominio in Trentino nel 1509, anno in cui fu ceduto agli Asburgo divenendo sede dei capitani imperiali e della guarnigione.

### Battaglia di Calliano
La battaglia di Calliano fu una guerra combattuta nella Vallagarina causata da motivi di tipo commerciale, scoppiata nell'anno 1487. Da un lato combatterono le truppe veneziane guidate da Roberto di Sanseverino, dall'altro le truppe austriache, guidate dal comandante Friedrich Kappler. A quest'ultimo si deve la vittoria della battaglia del 10 agosto 1484, che costrinse la ritirata dei veneziani, seppure numericamente superiori. In questa battaglia morirono 1 500 veneziani tra cui il Sanseverino stesso. Il conflitto terminò nel novembre del 1487 con la pace sottoscritta a Venezia.

### Età moderna

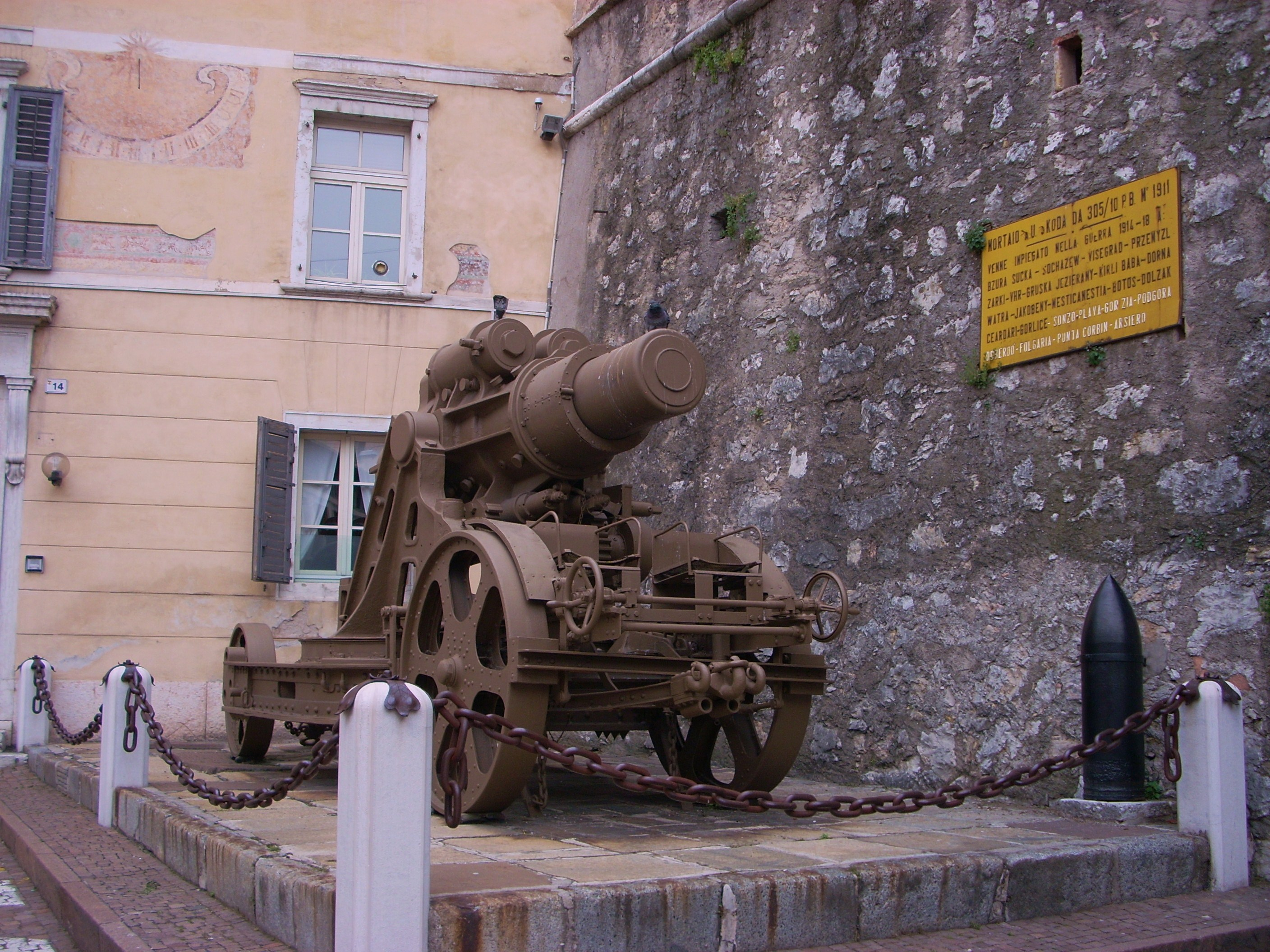
Mortaio Škoda 30,5 cm Vz. 1911 della prima guerra mondiale

Nella seconda metà del XVII secolo la fortezza perse importanza, subendo pesanti rimaneggiamenti e incendi (l'ultimo di questi nel 1797). Nell'Ottocento il castello fu utilizzato come ricovero di mendicità, casa di pena e, dal 1859 al 1918, come sede di due compagnie del 3º reggimento Kaiserjäger.
Nel corso della prima guerra mondiale, dall'evacuazione di Rovereto del maggio 1915 al novembre 1918, il castello e la città, rimasti sotto il dominio austro-ungarico, subirono gravi bombardamenti da parte dell'artiglieria italiana volta ad espugnarlo.

### Restauro
Il castello è stato restaurato nel corso degli anni venti, e tuttora è interessato da un progetto di restauro che renderà identificabili le diverse stagioni della sua storia monumentale.
Dal 1921 il castello ospita al suo interno il Museo storico italiano della guerra, uno dei più rappresentativi in Italia, e inoltre fino al 1961 custodiva Maria Dolens, la celebre campana dei Caduti, oggi collocata sul colle di Miravalle, che suona a ricordo dei caduti di tutte le guerre e di tutte le nazioni.
In seguito, dalla fine degli anni '90 la sovraintendenza ai beni culturali della provincia autonoma di Trento ha deciso di rivitalizzare la fortificazione dando in mano il progetto all'architetto Giorgio Micheletti.

## Struttura

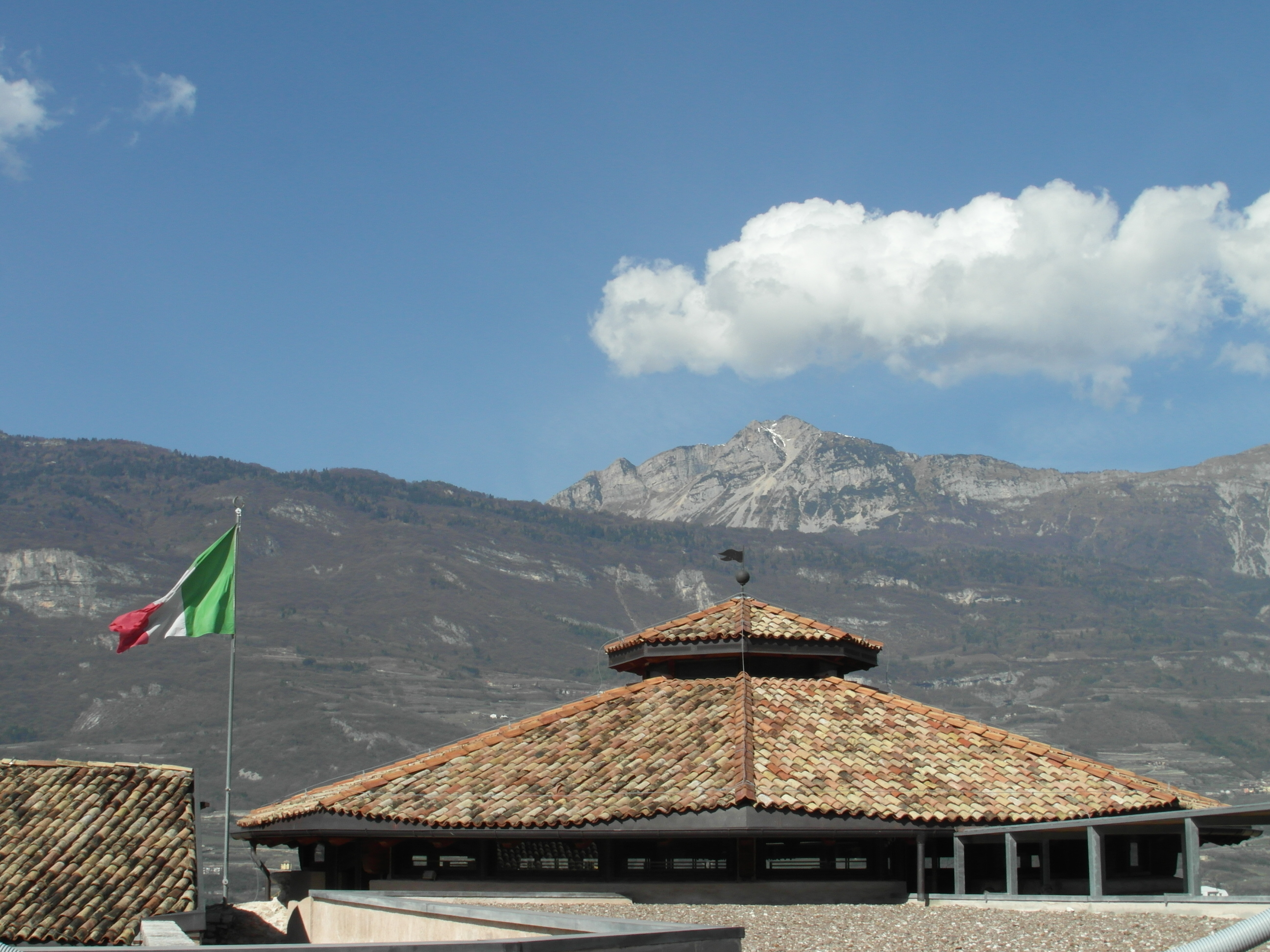
Vista del tetto torrione Malipiero con lo Stivo sullo sfondo

Il castello di cui non si conoscono i primi ingegneri architetti, può essere tuttavia studiato e apprezzato nella attuale struttura anche grazie all'opera di architetti veneziani tra i quali si ricordano Giacomo Coltrino e Bartolomeo d'Alviano. Esso era dotato di un pozzo profondo 57 metri per resistere agli assedi, una robusta cinta muraria e bastioni possenti predisposti per accogliere decine di cannoniere.
Le forme della rocca rivelano le sue prevalenti funzioni strategico-militari e civili residenziali. Agli angoli sorgono i due torrioni, e tra questi un bastione con annesso sperone, a saliente, da dove le artiglierie potevano ben difendere il castello e il territorio della valle alle spalle, seppure offriva principalmente una vista dall''alto delle mura.
Nelle due sale del torrione Marino sono esposte le armi dei cavalieri e dei fanti tra il 1500 e il 1700, mentre nel torrione Malipiero sono esposte le armi dalla preistoria al Medioevo in una visione archeologica esemplare, che si completa con i capisaldi inaugurali dei monumenti ai caduti e dell'individuazione del castello di Rovereto come museo per comprendere e testimoniare fatti degli eventi storici a carattere bellico.
La consistenza della costruzione è possente giá dall'inizio dell'epoca moderna. Alla fine del Quattrocento, per proteggere le mura del castello dall'artiglieria nemica, gli architetti militari decisero di realizzare un terrapieno, ovvero la fortificazione veniva rivestita da terra contenuta nella cinta muraria in modo tale da assorbire l'impatto dei proiettili e impedirne gli incendi distruttivi. Qui furono stratificati migliaia di metri cubi di terra compatta in profondità, ghiaia legata alla calce in mezzo e materiale di scarto edilizio nella parte superiore. Quest'opera creò così un collegamento tra i due torrioni. A metà Novecento venne inoltre sovrapposta una copertura per poter consentire l'accesso alla campana dei caduti, che ai tempi era posta sul torrione Malipiero. Ora è meglio visibile, grazie ai restauri recenti, la disposizione difensiva.

### Torrione Marino
Nel 1492 il governo della Repubblica di Venezia incaricò l'ingegnere militare Jacopo Coltrino per il potenziamento delle difese del castello. Fu così che si deve la costruzione di una torre circolare sull'angolo est della fortificazione. Esso è circa alto 25 metri con un diametro alla base di 16 metri. La sua particolare struttura permette l'uso di 4 cannoniere; mentre sui due livelli inferiori erano destinati alla difesa da vicino. Deve il suo nome a Gerolamo Marino, podestà di Rovereto.

### Torrione Malipiero
Il torrione Malipiero si trova sull’angolo nord-ovest della struttura e deve il suo nome al podestà veneto Paolo Malipiero che lo fece costruire nel 1489. La sua struttura venne pensata per resistere ai colpi di artiglieria del periodo ed è organizzata con tre livelli di cannoniere che poggia su una base pari a circa 20 metri di diametro. Dal 1925 al 1961 la sommità del torrione ospitò la Campana dei Caduti. Recentemente restaurato, dopo che la campana ha trovato la sua sede definitiva, è stato ricostruito il tetto distrutto da un incendio alla fine del '700.
Nel torrione Malipiero rievoca attraverso l'esposizione archeologica, l'uso antico di armi e strumenti, dalla preistoria al Medioevo del Museo storico italiano della guerra in una prospettiva archeologica medioevalista.
Ampi spazi sono successivamente destinati a raccordo di testimonianze testuali e letterarie nonché storico documentarie con le nostre temporanee.

## Nella cultura di massa
Nel 1980 le Poste italiane nella Serie castelli hanno dedicato alla fortezza di Rovereto un francobollo del valore di 500 lire.